# Malaysische Badmintonmeisterschaft 2006
Die Malaysische Badmintonmeisterschaft der Saison 2005/2006 fand vom 12. bis zum 15. Dezember 2005 in Kota Kinabalu als Proton Malaysia Grand Prix Finals statt. 

## Sieger und Platzierte
| Disziplin    | Gold                            | Silber                        | Bronze                             |
| ------------ | ------------------------------- | ----------------------------- | ---------------------------------- |
| Herreneinzel | Lee Chong Wei                   | Wong Choong Hann              | Roslin Hashim                      |
| Herreneinzel | Lee Chong Wei                   | Wong Choong Hann              | Yeoh Kay Bin                       |
| Dameneinzel  | Julia Wong Pei Xian             | Anita Raj Kaur                | Lydia Cheah Li Ya                  |
| Dameneinzel  | Julia Wong Pei Xian             | Anita Raj Kaur                | Sutheaswari Mudukasan              |
| Herrendoppel | Lin Woon Fui Fairuzizuan Tazari | Koo Kien Keat Chan Chong Ming | Chew Choon Eng Hong Chieng Hun     |
| Herrendoppel | Lin Woon Fui Fairuzizuan Tazari | Koo Kien Keat Chan Chong Ming | Tan Bin Shen Ong Soon Hock         |
| Damendoppel  | Ooi Sock Ai Mooi Hing Yau       | Chin Eei Hui Wong Pei Tty     | Haw Chiou Hwee Julia Wong Pei Xian |
| Damendoppel  | Ooi Sock Ai Mooi Hing Yau       | Chin Eei Hui Wong Pei Tty     | Fong Chew Yen See Phui Leng        |
| Mixed        | Koo Kien Keat Wong Pei Tty      | Gan Teik Chai Fong Chew Yen   | Zakry Abdul Latif Chin Eei Hui     |
| Mixed        | Koo Kien Keat Wong Pei Tty      | Gan Teik Chai Fong Chew Yen   | Fairuzizuan Tazari Ooi Sock Ai     |